# Adolphe Chéruel
Pierre Adolphe Chéruel, född 17 januari 1809, död 1 maj 1891, var en fransk historiker.
Chéruel var professor i Rouen, Strasbourg och fram till 1874 i Poitiers. Bland hans verk märks främst Histoire de l'administration monarchique en France depuis l'avènement de Philippe-Auguste jusqu'á la mort de Louis XIV (1855), Dictionnaire historique des institutions, mœurs et coutumes de la France (6:e upplagan, 2 band 1884), Saint-Simon considéré comme historien de Louis XIV (1865), Histoire de France pendant la minorité de Louis XIV (4 band, 1878-80), samt Historire de France sous le ministère de Mazarin (3 band, 1882). Chéruel utgav dessutom Lettres du cardinal Mazarin (6 band, 1872-95).